# Dermatopsoides andersoni
Dermatopsoides andersoni är en fiskart som beskrevs av Møller och Werner Schwarzhans 2006. Dermatopsoides andersoni ingår i släktet Dermatopsoides och familjen Bythitidae. Inga underarter finns listade i Catalogue of Life.